# 勞森冰原島峰 (奧次地)
70°47′S 159°45′E / 70.783°S 159.750°E
勞森冰原島峰（英語：Lawson Nunataks）是南極洲的冰原島峰，位於奧次地，長約7公里，處於凱姆峰西南面4海里，美國地質調查局根據測量和該國海軍的空中照片繪入地圖，現時由南極條約體系管理。